# انجمن زبان‌شناسی ایران
انجمن زبان‌شناسی ایران یک انجمن علمی در ایران است که به گسترش، پیش‌برد و ارتقای سطح علمی دانش زبانشناسی و توسعه کیفی نیروهای متخصص و نیز بهبود امور آموزشی و پژوهشی در زمینه‌های زبانشناسی نظری و کاربردی می‌پردازد. این انجمن در  ۱۳۸۱ تأسیس شد و ریاست آن هم‌اکنون بر عهده آزیتا افراشی است. نشریه رسمی این انجمن زبان و زبان‌شناسی نام دارد که به صورت دوفصل‌نامه منتشر می‌شود و  درجه علمی-پژوهشی دارد. همچنین کنفرانس‌های بسیاری را این انجمن برگزار می‌‌کند.

## رئیسان
- یدالله ثمره از ۱۳۸۱ تا ۱۳۸۶
- مصطفی عاصی از ۱۳۸۶ تا ۱۳۸۹
- ویدا شقاقی از ۱۳۸۹ تا ۱۳۹۵
- بلقیس روشن از ۱۳۹۵ تا ۱۳۹۸
- شهین نعمت‌زاده از ۱۳۹۸ تا 1401
- آزیتا افراشی از 1401 تاکنون

## نشریه زبان و زبان‌شناسی
زبان و زبان‌شناسی نام نشریه علمی انجمن زبان‌شناسی ایران است که به چاپ پژوهش‌های علمی در زمینه زبان‌شناسی می‌پردازد. سردبیری آن را امید طبیب‌زاده بر عهده دارد. پیش از او، یحیی مدرسی و سید علی میرعمادی سردبیر بودند. این نشریه از سال ۱۳۸۲ منتشر می‌شود و دارای درجه علمی-پژوهشی است.

## جایزه محمد مقدم
این جایزه که به احترام محمد مقدم نام‌گذاری شده‌است، به رساله‌های برگزیده در حوزه زبان‌شناسی اهدا می‌شود. اولین دوره جایزه در سال ۱۳۹۴ اهدا شد.
| دوره       | برگزیده | شایسته تقدیر |
| ---------- | --- | --- |
| اول (۱۳۹۴) | نفر اول: شادی داوری از دانشگاه آزاد علوم و تحقیقات نفر دوم: فاطمه بهرامی از دانشگاه اصفهان نفر سوم: لیلا عرفانیان قنسولی از دانشگاه فردوسی مشهد | نداشت |
| دوم (۱۳۹۶) | مهدی فتاحی از دانشگاه تهران عنوان رساله: واج‌شناسی فعل در کردی: تحلیلی در نظریه بهینگی به‌راهنمایی محمود بی‌جن‌خان                                  | معصومه حاجی‌زاده از پژوهشگاه علوم انسانی و مطالعات فرهنگی عنوان رساله: دگردیسی زبان علمی فارسی: انتقال شفاف اطلاعات به‌راهنمایی یحیی مدرسی |

اعضای انجمن زبان‌شناسی ایران در سومین مدرسه تابستانی انجمن در دانشکده ادبیات دانشگاه بوعلی سینا، شهریور ۱۳۸۹
اعضای انجمن زبان‌شناسی ایران در دومین مدرسه تابستانی، سنندج، مرداد ۱۳۸۸
اعضای انجمن زبان‌شناسی ایران در چهارمین مدرسه تابستانی، دانشگاه آزاد اسلامی واحد قائمشهر، شهریور ۱۳۹۰
اعضای انجمن زبان‌شناسی ایران در چهارمین مدرسه تابستانی، دانشگاه آزاد اسلامی واحد قائمشهر، شهریور ۱۳۹۰